# Adalruna
Adalruna, Alruna – imię żeńskie pochodzenia germańskiego. Pierwszy człon imienia, adal– // edel– oznacza "szlachetny, wspaniały", natomiast –runa — "tajemnica, wiedza tajemna". Alruna stanowi formę skróconą imienia Adalruna. Patronką tego imienia w Kościele katolickim jest św. Alruna (Aluina), pochowana w opactwie Niederaltaich (XI wiek). 
Adalruna, Alruna imieniny obchodzi 27 stycznia.
W innych językach:
- ang. – Alruna
- hiszp. – Alruna
- niem. – Alrun, Alraune, Alrune, Alruna, Adelrun, Adelrune, Aelrun